# 肖万世
肖万世（1905年1月—2009年4月2日），男，河北邢台人，中共党员。曾任抗日战争时期八路军排长，中华人民共和国时期四川省凉山州雷波县城区粮站站长。
根据雷波县委组织部提供的档案显示，肖万世曾荣立10个一等功，12个二等功。